# Polymerus pallescens
Polymerus pallescens är en insektsart som först beskrevs av Walker 1873.  Polymerus pallescens ingår i släktet Polymerus och familjen ängsskinnbaggar. Inga underarter finns listade i Catalogue of Life.